# Намму
Намму, також Намма — первісна шумерська богиня-мати, яка спочатку означала первинне море. Саме вона висунула ідею створення людини, щоб вона могла служити богам.
Намму вважалася богинею, яка «дала життя великим богам». Вона була матір'ю Ану, Нінхурсаг і Енкі, ототожнювалася з вавилонською Тіамат.
Її ім'я є частиною імені шумерського правителя і законодавця Ур-Намму.

## Вотивний напис
Відомий вотивний напис правителя Урука Лугала Кісалсі, присвячений Намму. Цей напис датується 2380 до н.е.:

𒀭𒇉 / 𒁮𒀭𒊏 / 𒈗𒆦𒋛 / 𒈗𒀕𒆠𒂵 / 𒈗𒋀𒀊𒆠𒈠 / 𒂍𒀭𒇉 / 𒈬𒆕
{d}namma / dam an-ra / lugal-kisal-si / lugal unu{ki}-ga / lugal urim5{ki}-ma / e2 {d}namma / mu-du3 

"Для Намми, жінки Ану, Лугал-Кісалсі, правитель Урука і правитель Ура, храм Намми він побудував."— 
Inscription of Lugal-kisalsi on his foundation peg.

## У сучасному мистецтві
Намму є однією з 999 жінок, чиє ім'я згадане на цоколі мистецького твору «Звана вечеря» (англ. The Dinner Party) американської мисткині та феміністки Джуді Чикаго. Намму асоціюється тут із прабогинею та займає перше місце для гостей у крилі I.